# Röpima
A röpima pár szavas imádság a kereszténységban, a római katolikus egyházban.
Lehet hivatalos, vagy egyéni. A hivatalos röpimák közül néhány beépült a liturgiába is. A kápolnák falára a hívek által elhelyezett táblácskákon gyakran olvashatók röpimák.

## Néhány gyakori röpima
- Áldott legyen a Szentháromság!
- Dicsőség az Atyának és a Fiúnak és a Szentléleknek!
- Istenem és mindenem!
- Atyám, a kezedbe ajánlom lelkemet!
- Imádunk téged Krisztus és áldunk téged, mert szent kereszted által megváltottad a világot!
- Christus vincit, Christus regnat, Christus imperat!
- Jézus Szentséges Szíve, irgalmazz nekünk!
- Kegyes Jézus, kérünk Téged, add meg nekünk békességed!
- Szentséges Szűz Mária! Könyörögj érettünk!
- Istennek minden szentjei, esedezzetek értünk!

## Külső hivatkozás
- További röpimák